# Chalcorana crassiovis
Espèce
Synonymes
- Rana crassiovis Boulenger, 1920
- Hylarana crassiovis (Boulenger, 1920)

Statut de conservation UICN

 LC  : Préoccupation mineure
Chalcorana crassiovis est une espèce d'amphibiens de la famille des Ranidae.

## Répartition
Cette espèce est endémique de Sumatra en Indonésie,.

## Publication originale
- Boulenger, 1920 : Reptiles and batrachians collected in Korinchi, west Sumatra, by Messrs. H. C. Robinson and C. Boden Kloss. Journal of the Federated Malay States Museums, vol. 8, no 2, p. 285–296.